# Nanuqsaurus
Nanuqsaurus ist eine Gattung fleischfressender, theropoder Dinosaurier aus der Familie der Tyrannosauridae. Die einzige beschriebene Art ist Nanuqsaurus hoglundi. Seine Überreste wurden 2006 im North Slope Borough im Norden Alaskas in Ablagerungen der späten Kreidezeit (Oberes Maastrichtium) gefunden. Verwandtschaftlich steht er den Gattungen Tyrannosaurus und Tarbosaurus nah, zeichnet sich aber durch eine deutlich geringere Körpergröße aus. 
Die Gattung wurde aufgrund ihres Fundortes nach dem Inupiaqwort „nanuq“ für Eisbär benannt, das Artepitheton ehrt Forrest Hoglund für seine Beiträge zu den Geowissenschaften und seine philanthropischen Arbeiten.

## Merkmale

Größenvergleich zwischen Nanuqsaurus (A), anderen Tyrannosauridae (B-E) und Troodon

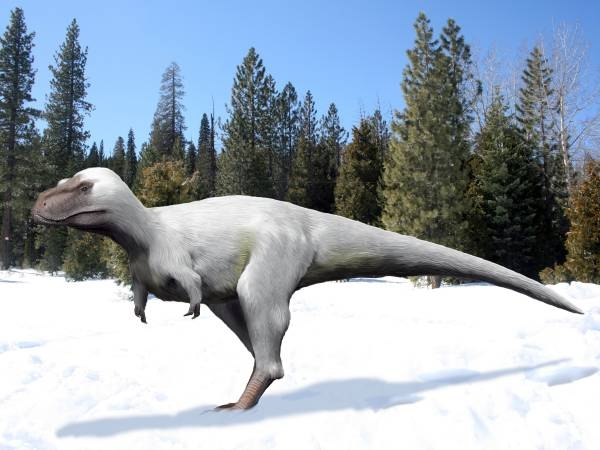
Lebendrekonstruktion von Nanuqsaurus mit „Gefieder“

Bisher ist nur der Holotyp der Art beschrieben, von dem drei Bruchstücke des Schädels bekannt sind, die einen Teil des vorderen Oberkiefers, einen Teil des Schädeldachs mit Teilen der Stirn- und Scheitelbeine und der rechten Seite des Keilbeins sowie die Spitze des linken Unterkiefers mit neun Zahnfächern umfassen. Anhand dieser Überreste wird die Gesamtlänge des Schädels auf 60 bis 70 Zentimeter geschätzt, was Nanuqsaurus, da es sich bei dem Holotyp um ein erwachsenes Tier gehandelt hat, zu einem der kleinsten bekannten Tyrannosaurier macht.
Nanuqsaurus unterscheidet sich außer in der Größe von anderen Tyrannosauriden dadurch, dass die ersten beiden Unterkieferzähne in ihrer Größe reduziert sind, und durch ein nach vorn Y-förmig gespaltenes Ende des Sporns, der vom Keilbein aus zwischen die Scheitelbeine verläuft. Die geringe Körpergröße widerspricht der Bergmannschen Regel, wonach gleichwarme Tiere in kälteren Regionen gewöhnlich größer sind als verwandte Arten, die in wärmeren Breiten vorkommen, die bei anderen Dinosauriergattungen wie Troodon zuzutreffen scheint. Die Autoren der Erstbeschreibung haben daher vermutet, dass die geringe Größe von Nanuqsaurus, ähnlich wie bei einer Inselverzwergung, eine Folge geringer Nahrungsverfügbarkeit sein könnte.